# Kazanszkojei járás

A Kazanszkojei járás a Tyumenyi területen

A Kazanszkojei járás (oroszul Казанский район) Oroszország egyik járása a Tyumenyi területen. Székhelye Kazanszkoje.

## Népesség
- 1989-ben 23 997 lakosa volt.
- 2002-ben 23 978 lakosa volt, melyből 21 006 orosz, 1 465 kazah, 710 német, 222 ukrán, 86 csuvas, 86 fehérorosz, 58 tatár stb.
- 2010-ben 22 490 lakosa volt, melyből 19 890 orosz, 1 288 kazah, 526 német, 164 ukrán, 70 csuvas, 58 fehérorosz, 58 tatár stb.